# Rory Acton Burnell
Rory Acton Burnell ist ein britischer Schauspieler und Synchronsprecher.

## Leben
2002 stellte er in der Fernsehserie Burnell in zwei Episoden die Rolle des Moss dar. 2007 folgte im Film Die Flut – Wenn das Meer die Städte verschlingt die Rolle des Michael Scott. Im selben Jahr spielte er im Fernsehfilm Der Untergang der Lusitania – Tragödie eines Luxusliners einen Funker auf der Lusitania. Von 2013 bis 2014 übernahm er die größere Rolle des Sergeant Hogg in der zweiten Staffel der Fernsehserie Bluestone 42. 2014 stellte er in der deutschen Fernsehfilmproduktion Elly Beinhorn – Alleinflug die historische Rolle des US-amerikanischen Abenteurers und Reiseschriftsteller Richard Halliburton dar. Danach folgten Nebenrollen in den Filmproduktionen Sophia Grace & Rosie’s Royal Adventure und Shark Killer. 2016 verkörperte er in einer Episode der Fernsehserie Black Sails ein Besatzungsmitglied der Apocalyptic, ehe er 2017 in derselben Serie in sechs Episoden die Rolle des Colin übernahm. 2023 wird er in zwei Episoden des Netflix Originals One Piece als Kapitän der Marine Ratte auftreten.

## Filmografie (Auswahl)
- 2002: Cavegirl (Fernsehserie, 2 Episoden)
- 2007: Die Flut – Wenn das Meer die Städte verschlingt (Flood)
- 2007: Der Untergang der Lusitania – Tragödie eines Luxusliners (Lusitania: Murder on the Atlantic, Fernsehfilm)
- 2011: Outcasts (Fernsehserie, 2 Episoden)
- 2011: Women in Love – Liebende Frauen (Women in Love, Fernsehzweiteiler)
- 2011: The Runaway (Miniserie, Episode 1x01)
- 2012: Leonardo (Fernsehserie, Episode 2x06)
- 2013–2014: Bluestone 42 (Fernsehserie, 5 Episoden)
- 2014: Elly Beinhorn – Alleinflug (Fernsehfilm)
- 2014: Sophia Grace & Rosie’s Royal Adventure
- 2015: Lazy Susan (Kurzfilm)
- 2015: Shark Killer
- 2015: The Parcel (Kurzfilm)
- 2016: Black Sails (Fernsehserie, Episode 3x03)
- 2017: Black Sails (Fernsehserie, 6 Episoden)
- 2019: Finn (Kurzfilm; Sprechrolle)
- 2020: Fried Barry
- 2023: One Piece (Fernsehserie, 2 Episoden)